# افشین هاشمی
سیّد افشین هاشمی مرغزار (زادهٔ ۲۰ مهر ۱۳۵۴ در تهران) کارگردان، فیلمنامه‌نویس، بازیگر سینما، تئاتر، تلویزیون و نوازنده ایرانی است. 
هاشمی دارای مدرک مهندس شیمی از دانشگاه صنعت نفت آبادان (۱۳۷۷) و کارشناسی ارشد کارگردانی از دانشکده سینما تئاتر، دانشگاه هنر (۱۳۸۶) می‌باشد. وی همچنین نوازنده کمانچه است و اجراهایی را نیز در این زمینه در سالن‌های مختلف داشته‌است.

## آثار

### تئاتر
| سال  | نام اثر                                                     | سمت                                    | کارگردان                | مکان اجرا                                     | توضیحات                                                |
| ---- | ----------------------------------------------------------- | -------------------------------------- | ----------------------- | --------------------------------------------- | ------------------------------------------------------ |
| ۱۴۰۱ | دعوت به مراسم اسید پاشی                                     | بازیگر                                 | محمد رحمانیان           | تهران، پردیس تئاتر شهرزاد                     | نمایشنامه خوانی                                        |
| ۱۳۹۹ | آقای شادی                                                   | بازیگر                                 | آریان رضائی             | تهران، سایت تیوال                             | تئاتر آنلاین                                           |
| ۱۳۹۹ | مرجانه                                                      | مشاور کارگردان                         | آریان رضائی             | تهران، سایت تیوال                             | تئاتر آنلاین                                           |
| ۱۳۹۹ | عشق روزهای کرونا                                            | بازیگر                                 | محمد رحمانیان           | تهران، محوطه تالار وحدت                       | شهریور و مهر ۹۹                                        |
| ۱۳۹۸ | روزهای رادیو                                                | بازیگر                                 | محمد رحمانیان           | تهران، پردیس تئاتر شهرزاد                     | اسفند ۹۸                                               |
| ۱۳۹۸ | دروغ                                                        | بازیگر، دراماتورژ                      | آریان رضائی             | تهران، تماشاخانه ایرانشهر، سالن ناظرزاده      | خرداد تا مرداد ۹۸                                      |
| ۱۳۹۸ | هملت، شاهزاده اندوه                                         | بازیگر                                 | محمد عاقبتی             | تهران، تماشاخانه سپند                         | خرداد ۹۸                                               |
| ۱۳۹۸ | هدیه جشن سالگرد                                             | نویسنده                                | مجید فرهاد              | تهران، تئاتر مستقل                            | فروردین و اردیبهشت ۹۸                                  |
| ۱۳۹۷ | دودمان                                                      | مشاور موسیقی                           | فرزاد باقری             | تهران، عمارت نوفل لوشاتو                      |                                                        |
| ۱۳۹۷ | سه خواهر                                                    | بازیگر                                 | حمید امجد               | تهران، تئاترشهر، سالن اصلی                    | مرداد و شهریور ۹۷                                      |
| ۱۳۹۷ | لیلا و چند مسافر                                            | بازیگر                                 | محمد رحمانیان           | تهران، تماشاخانه ایرانشهر، سالن سمندریان      | تیر و مرداد ۹۷                                         |
| ۱۳۹۷ | هتل ایران                                                   | نویسنده                                | سهیل پورجعفر            | تهران، سالن ناصرخسرو                          | مرداد ۹۷                                               |
| ۱۳۹۷ | پرواز به تاریکی                                             | نویسنده، بازیگر، کارگردان              | آری                     | تهران، تئاترشهر، چارسو                        | بهار ۹۷                                                |
| ۱۳۹۶ | من شاه ریچارد بودم                                          | بازیگر                                 | محمد عاقبتی             | تهران، خانه نمایش دا                          | دی ۹۶                                                  |
| ۱۳۹۶ | ترانه‌های قدیمی: پیکان جوانان                                | بازیگر                                 | محمد رحمانیان           | تهران، پردیس تئاتر شهرزاد                     | آبان ۹۶                                                |
| ۱۳۹۶ | شیرهای خان‌بابا سلطنه                                        | نویسنده، بازیگر، کارگردان              | آری                     | تهران، پردیس تئاتر شهرزاد                     | مرداد تا شهریور ۹۶، اجرای مجدد از دی ۹۶ تا اردیبهشت ۹۷ |
| ۱۳۹۵ | هفت مجلس در عزا و معجزه                                     | بازیگر                                 | محمد رحمانیان           | تهران، تئاترشهر، تالار اصلی                   | نمایشنامه خوانی                                        |
| ۱۳۹۵ | مسافران                                                     | بازیگر                                 | محمد رحمانیان           | تهران، تئاترشهر، سالن اصلی                    | نمایشنامه خوانی                                        |
| ۱۳۹۵ | طرب‌نامه                                                     | بازیگر                                 | بهرام بیضایی            | دانشگاه استنفورد                              | فروردین و آبان ۹۵                                      |
| ۱۳۹۵ | گزارش ارداویراف                                             | بازیگر                                 | بهرام بیضایی            | دانشگاه استنفورد                              | نمایشنامه خوانی                                        |
| ۱۳۹۴ | آدامس خوانی                                                 | بازیگر                                 | محمد رحمانیان           | تهران، گالری آریانا                           | دی و بهمن ۹۴                                           |
| ۱۳۹۴ | سینماهای من                                                 | بازیگر                                 | محمد رحمانیان           | تهران، پردیس چارسو                            | خرداد ۹۴                                               |
| ۱۳۹۳ | و آنک انسان                                                 | بازیگر                                 | محمد رضایی‌راد           | تهران، تماشاخانه استاد مشایخی                 | تیر ۹۳                                                 |
| ۱۳۹۳ | مجلس شهادت شیر آهنکوه                                       | نویسنده، کارگردان، طراح موسیقی، بازیگر | آری                     | تهران، تئاترشهر، تالار اصلی                   | نمایشنامه خوانی                                        |
| ۱۳۹۳ | مصاحبه                                                      | بازیگر، کارگردان                       | آری                     | تهران، تماشاخانه استاد مشایخی                 |                                                        |
| ۱۳۹۲ | عشق من، حامد بهداد                                          | نویسنده، بازیگر، کارگردان              | آری                     | تهران، فرهنگسرای ارسباران                     |                                                        |
| ۱۳۹۲ | شیرهای خان‌بابا سلطنه                                        | نویسنده، بازیگر، کارگردان              | آری                     | تهران، فرهنگسرای ارسباران                     | نمایشنامه خوانی                                        |
| ۱۳۹۲ | شب سال نو                                                   | بازیگر                                 | محمد رحمانیان           | تهران، فرهنگسرای اندیشه                       | نمایشنامه خوانی                                        |
| ۱۳۹۲ | ترانه‌های قدیمی                                              | بازیگر                                 | محمد رحمانیان           | تهران، سالن همایش دیپلماتیک اکو               | شهریور ۹۲                                              |
| ۱۳۹۲ | ادیپوس                                                      | بازیگر                                 | امین اصلانی             | تهران، تالار ایوان شمس                        |                                                        |
| ۱۳۹۱ | عشق من، حامد بهداد                                          | نویسنده، بازیگر، کارگردان              | آری                     | تهران، تئاترشهر، تریای تالار اصلی             | اردیبهشت تا تیر ۹۱                                     |
| ۱۳۹۰ | مردی که حرف میزند                                           | بازیگر                                 | عباس غفاری              | تهران، تئاترشهر، تالار سایه                   | اردیبهشت تا تیر ۹۰                                     |
| ۱۳۸۸ | مرثیه‌ای برای یک سبک وزن                                     | بازیگر                                 | ایوب آقاخانی            | تهران، تئاترشهر، تالار سایه                   |                                                        |
| ۱۳۸۷ | حسن و دیو راه باریک پشت کوه                                 | بازیگر، نویسنده، آهنگساز، کارگردان     | آری                     | تهران، تئاترشهر، تالار قشقایی                 |                                                        |
| ۱۳۸۶ | افرا                                                        | بازیگر، دستیار کارگردان                | بهرام بیضایی            | تهران، تالار وحدت                             |                                                        |
| ۱۳۸۵ | خدا را هجی کن                                               | بازیگر، دستیار کارگردان                | مهران امام بخشی         | تهران، تئاترشهر، تالار نو                     |                                                        |
| ۱۳۸۴ | مجلس شبیه در ذکر مصایب استاد نوید ماکان و همسرش رخشید فرزین | دستیار کارگردان                        | بهرام بیضایی            | تهران، تئاترشهر، تالار اصلی                   | تیر ۱۳۸۴                                               |
| ۱۳۸۴ | بازگشت به خان نخست                                          | بازیگر                                 | محمد رضایی‌راد           | تهران، تئاترشهر، تالار قشقایی                 |                                                        |
| ۱۳۸۴ | پنجره‌ها                                                     | بازیگر                                 | فرهاد آئیش              | تهران، تئاترشهر، سالن اصلی                    |                                                        |
| ۱۳۸۳ | رقصی چنین                                                   | بازیگر                                 | محمد رضایی‌راد           | تهران، تالار مولوی                            |                                                        |
| ۱۳۸۳ | بی شیر و شکر                                                | بازیگر                                 | حمید امجد، مهرداد ضیایی | تهران، تئاترشهر، تالار قشقایی                 |                                                        |
| ۱۳۸۲ | آژاکس                                                       | روابط عمومی                            | آرش دادگر               | تهران، تئاترشهر، تالار نو                     | شهریور تا مهر ۸۲                                       |
| ۱۳۸۲ | تک سلولی‌ها                                                  | بازیگر                                 | جلال تهرانی             | تهران، تالار مولوی                            |                                                        |
| ۱۳۸۲ | زائر                                                        | بازیگر                                 | حمید امجد               | تهران، تئاترشهر، چارسو                        |                                                        |
| ۱۳۸۱ | رویای بی‌کفن                                                 | عروسک گردان                            | روشنک روشن              | تهران، تالار هنر                              |                                                        |
| ۱۳۸۱ | مده‌آ                                                        | بازیگر                                 | سهراب سلیمی             | تهران، تئاترشهر، تالار قشقایی                 |                                                        |
| ۱۳۸۰ | با مسیح به صلیب می‌کشند                                      | بازیگر                                 | روزبه حسینی             | تهران، جشنواره تئاتر دانشگاهی                 |                                                        |
| ۱۳۸۰ | حسن سنتوری                                                  | بازیگر                                 | معصومه تقی‌پور           | تهران، تئاتر پارس                             | اجرای مجدد در تهران، تئاتر سنگلج ۱۳۸۱                  |
| ۱۳۸۰ | دیر راهبان                                                  | بازیگر                                 | فرهاد مهندس‌پور          | تهران، تئاترشهر، تالار سایه                   |                                                        |
| ۱۳۷۹ | کاتالیزور                                                   | بازیگر                                 | حسن تسعیری              | تهران، تئاترشهر، چارسو                        | جشنواره تئاتر دفاع مقدس                                |
| ۱۳۷۹ | درستکارترین قاتل دنیا                                       | نویسنده، بازیگر                        | وحدت یگانه              | تهران، تئاترشهر، تریای سالن اصلی              |                                                        |
| ۱۳۷۹ | کشته به درگاه                                               | بازیگر                                 | مرضیه طلایی             | تهران، تئاترشهر، تالار کوچک                   |                                                        |
| ۱۳۷۹ | فانوس خیس                                                   | بازیگر                                 | آناهیتا اقبال‌نژاد       | تهران، تئاترشهر، تالار کوچک                   |                                                        |
| ۱۳۷۸ | چنانت دوست می‌دارم                                           | بازیگر                                 | حسن تسعیری              | تهران، تئاترشهر، تالار ۲                      | جشنواره تئاتر دفاع مقدس                                |
| ۱۳۷۷ | زیر درخت آلبالو                                             | بازیگر                                 | سحر ناسوتی              | تهران، تالار فارابی                           | جشنواره تئاتر دانشگاهی                                 |
| ۱۳۷۶ | درستکارترین قاتل دنیا                                       | نویسنده، بازیگر                        | وحدت یگانه              | تهران، تالار ابن سینا، جشنواره تئاتر دانشگاهی | اجرای مجدد در جشنواره تئاتر آتشکار، اصفهان، ۱۳۷۵       |
| ۱۳۷۵ | از مرثیه عشق                                                | بازیگر                                 | یوسف زقورزاده           | آبادان، انجمن نمایش                           |                                                        |
| ۱۳۷۵ | گریز                                                        | بازیگر                                 | مهرداد زمانی            | اصفهان، سومین جشنواره آتشکار                  |                                                        |
| ۱۳۷۵ | هشت شب از شب‌های رنج نگار                                    | آهنگساز                                | مهدی مکاری              | تهران، جشنواره تئاتر دفاع مقدس                |                                                        |
| ۱۳۷۳ | اوهام                                                       | نویسنده، کارگردان                      | آری                     | آبادان، انجمن نمایش                           |                                                        |
| ۱۳۷۲ | سایه‌ها                                                      | تدارکات                                | مسعود جلالی             | آبادان، تالار دانشگاه نفت                     |                                                        |
| ۱۳۷۲ | لیلی و مجنون                                                | منشی صحنه                              | مرجان امیرارجمند        | تهران، تئاترشهر، تالار اصلی                   | جشنواره تئاتر بانوان                                   |

### سینما
| سال  | نام فیلم            | سمت                                 | کارگردان                      | توضیحات                                                                                 |
| ---- | ------------------- | ----------------------------------- | ----------------------------- | --------------------------------------------------------------------------------------- |
| ۱۴۰۲ | نوروز               | بازیگر                              | سهیل موفق                     | حضور در چهل‌ودومین جشنواره فیلم فجر                                                      |
| ۱۳۹۹ | روز ششم             | بازیگر                              | حجت قاسم‌زاده اصل              |                                                                                         |
| ۱۳۹۹ | پسران دریا          | نویسنده، بازیگر، تدوینگر، کارگردان  | آری                           | نویسندگی و کارگردانی مشترک با حسین قاسمی‌جامی                                            |
| ۱۳۹۹ | خوره                | بازیگر                              | حسین قاسمی‌جامی                |                                                                                         |
| ۱۳۹۸ | خط باریک قرمز       | بازیگر                              | فرزاد خوشدست                  | فیلم مستند سینمایی است که برپایه سایکودرام و با حضور بازیگران در فضای مستند ساخته شده.  |
| ۱۳۹۸ | سینما شهر قصه       | بازیگر                              | کیوان علیمحمدی، علی‌اکبر حیدری | حضور در سی‌وهشتمین جشنواره فیلم فجر. عدم اکران عمومی تا سال ۱۴۰۲.                        |
| ۱۳۹۸ | من اینجا هستم       | بازیگر                              | عباس امینی                    |                                                                                         |
| ۱۳۹۷ | قطار آن شب          | بازیگر                              | حمیدرضا قطبی                  |                                                                                         |
| ۱۳۹۷ | بهشت گمشده          | بازیگر                              | حمید سلیمیان                  |                                                                                         |
| ۱۳۹۷ | خداحافظ دختر شیرازی | نویسنده، بازیگر، کارگردان           | آری                           | براساس متن دختر خداحافظی نوشته نیل سایمون                                               |
| ۱۳۹۷ | ضربه فنی            | بازیگر                              | غلامرضا رمضانی                |                                                                                         |
| ۱۳۹۶ | سال دوم دانشکده من  | بازیگر                              | رسول صدرعاملی                 |                                                                                         |
| ۱۳۹۶ | خاله قورباغه        | نویسنده، صداپیشه، تدوینگر، کارگردان | آری                           | فیلمی عروسکی براساس کاراکتر خاله قورباغه                                                |
| ۱۳۹۵ | تبعید (Exile)       | بازیگر                              | زوئی بلفت (Zoe Beloff)        | فیلم نیمه‌بلند محصول آمریکا                                                              |
| ۱۳۹۵ | دریاچه ماهی         | بازیگر                              | مریم دوستی                    | حضور افتخاری                                                                            |
| ۱۳۹۴ | گذر موقت            | نویسنده، کارگردان                   | آری                           |                                                                                         |
| ۱۳۹۴ | وقتی برگشتیم        | بازیگر                              | وحید موسائیان                 |                                                                                         |
| ۱۳۹۳ | صدای آهسته          | کارگردان، طراح صحنه، تهیه‌کننده      | آری                           | دومین فیلم افشین هاشمی در مقام کارگردان با نوشته‌ای از محمد رضایی‌راد در آمریکا ساخته شد. |
| ۱۳۹۲ | برف                 | بازیگر                              | مهدی رحمانی                   |                                                                                         |
| ۱۳۹۱ | خسته نباشید!        | کارگردان                            | آری                           | کارگردانی مشترک با محسن قرایی                                                           |
| ۱۳۹۰ | آزمایشگاه           | بازیگر                              | حمید امجد                     |                                                                                         |
| ۱۳۹۰ | بی‌خداحافظی          | بازیگر                              | احمد امینی                    |                                                                                         |
| ۱۳۹۰ | تجریش ناتمام        | بازیگر                              | پوریا آذربایجانی              |                                                                                         |
| ۱۳۹۰ | میگرن               | بازیگر                              | مانلی شجاعی‌فرد                |                                                                                         |
| ۱۳۸۹ | یه حبه قند          | انتخاب بازیگر، گروه کارگردانی       | رضا میرکریمی                  | حضور افتخاری به عنوان بازیگر                                                            |
| ۱۳۸۹ | گل‌چهره              | بازیگر                              | وحید موسائیان                 |                                                                                         |
| ۱۳۸۸ | چاله                | انتخاب بازیگر                       | علی کریم                      |                                                                                         |
| ۱۳۸۸ | راه رفتن روی ریل    | بازیگر                              | بابک شیرین‌صفت                 | این فیلم در سال ۱۳۸۸ تصویربرداری شده و در سال ۱۳۹۰ کار آماده‌سازی آن به‌پایان رسیده است.  |
| ۱۳۸۸ | لطفا مزاحم نشوید    | بازیگر                              | محسن عبدالوهاب                |                                                                                         |
| ۱۳۸۷ | کودک و فرشته        | بازیگر                              | مسعود نقاش‌زاده                |                                                                                         |
| ۱۳۸۷ | وقتی همه خوابیم     | بازیگر، گروه کارگردانی              | بهرام بیضایی                  | حضور افتخاری به عنوان بازیگر                                                            |
| ۱۳۸۶ | در میان ابرها       | انتخاب بازیگر، بازیگردان            | روح‌الله حجازی                 | اولین فیلم سینمایی نوید محمدزاده                                                        |
| ۱۳۸۵ | آنکه دریا می‌رود     | بازیگر                              | آرش معیریان                   |                                                                                         |
| ۱۳۸۴ | به نام پدر          | بازیگر                              | ابراهیم حاتمی‌کیا              |                                                                                         |
| ۱۳۸۴ | پابرهنه در بهشت     | بازیگر                              | بهرام توکلی                   |                                                                                         |
| ۱۳۸۳ | خیلی دور خیلی نزدیک | بازیگر                              | رضا میرکریمی                  |                                                                                         |

### تلویزیون
| سال  | نام سریال              | کارگردان      | توضیحات   |
| ---- | ---------------------- | ------------- | --------- |
| ۱۳۹۳ | آب پریا                | مرضیه برومند  | شبکه دو   |
| ۱۳۹۲ | اولین انتخاب           | مهدی صباغ‌زاده | شبکه پنج  |
| ۱۳۸۸ | گاوصندوق               | مازیار میری   | شبکه سه   |
| ۱۳۸۸ | سایه تنهایی            | بیژن شکرریز   | شبکه یک   |
| ۱۳۸۷ | مسافرخانه سعادت        | محمد رحمانیان | شبکه یک   |
| ۱۳۸۷ | بلندگوهای افسانه‌ای     | محمد رحمانیان | شبکه یک   |
| ۱۳۸۶ | تله‌تئاتر پسران آفتاب   | محمد رحمانیان | شبکه چهار |
| ۱۳۸۵ | توی گوش سالمم زمزمه کن | محمد رحمانیان | شبکه یک   |
| ۱۳۸۴ | نیمکت                  | محمد رحمانیان | شبکه یک   |
| ۱۳۷۹ | داستان یک شهر          | اصغر فرهادی   | شبکه پنج  |

### شبکه نمایش خانگی
| سال  | نام سریال      | سمت               | کارگردان | توضیحات      |
| ---- | -------------- | ----------------- | -------- | ------------ |
| ۱۴۰۲ | داوینچیز       | نویسنده، کارگردان | آری      | پخش از نماوا |
| ۱۴۰۱ | شبکه مخفی زنان | کارگردان          | آری      | پخش از نماوا |

### فیلم کوتاه
| سال  | نام فیلم                     | کارگردان        |
| ---- | ---------------------------- | --------------- |
| ۱۳۹۶ | دوستم                        | کیانوش موسوی    |
| ۱۳۸۷ | تمام وسایل شخصی من جابجا شده | هومن سیدی       |
| ۱۳۸۶ | ۳۵ متری روی سطح آب           | هومن سیدی       |
| ۱۳۸۵ | هنرپیشه نقش کوتاه            | بهزاد نعلبندی   |
| ۱۳۸۴ | مسافرکش                      | مزدک میرعابدینی |
| ۱۳۸۳ | فلوت شیشه‌ای                  | مزدک میرعابدینی |
| ۱۳۷۹ | ساز شکسته                    | بیژن شکرریز     |

## کتاب‌ها
| ردیف | نام کتاب                                  | ناشر        | توضیحات |
| ---- | ----------------------------------------- | ----------- | --- |
| ۱    | پرواز به تاریکی                           | نشر افراز   | قصه این نمایشنامه که بین فروردین سال ۱۳۳۷ و آبان ۱۳۳۸ می‌گذرد، روایت کننده روزهایی از زندگی زنی است که شاه از او خواستگاری کرده است. |
| ۲    | شیرهای خان‌بابا سلطنه                      | نشر مروارید | نمایشنامه‌ای کمدی-موزیکال که در عهد ناصری روایت می‌شود.                                                                               |
| ۳    | هتل ایران و حسن و دیو راه باریک پشت کوه   | نشر نیلا    | شامل دو نمایشنامه در یک مجلد. |
| ۴    | سینما مولن روژ:تاراج؛ سینما ریولی:گمشده   | نشر مروارید | مجموعه‌ای از ۱۴ داستان کوتاه |
| ۵    | عشق من: حامد بهداد                        | نشر مروارید | نمایشنامه‌ای کمدی که در یک کافه روایت می‌شود.                                                                                         |
| ۶    | خوابنگاری های دوازده سال و یک بهار        | نشر چلچله   | روایتی از خواب‌های نویسنده در طی دوازده سال.                                                                                         |
| ۷    | هدیه ی جشن سالگرد و درستکارترین قاتل دنیا | نشر نیلا    | شامل دو نمایشنامه در یک مجلد |
| ۸    | کاتالیزور و چنانت دوست می دارم...         | نشر نیلا    | شامل دو نمایشنامه در یک مجلد |

## نوازندگی کمانچه
او نوازنده کمانچه است و در کنسرت‌های زیادی هم برنامه اجرا کرده‌است.
از جمله این آثار:
- نواختن کمانچه در سی دی «لالایی‌ها» (۱۳۸۸)
- «مجلس‌آرایی‌های دوره قاجار» به سرپرستی حسین حمیدی تهران، فرهنگسرای نیاوران (۱۳۸۷)
- گروه خنیا به سرپرستی پری ملکی، تهران، تالار وحدت (۱۳۸۲)
- گروه خنیا هجدهمین جشنواره موسیقی فجر تهران، تالار اندیشه (۱۳۸۱)
- گروه خنیا به سرپرستی پری ملکی، تهران، تالار وحدت (۱۳۸۰)
- گروه موسیقی ایرانی به سرپرستی علیرضا فرهنگ، Supérieure École Normale پاریس؛ ۲۰۰۱ (۱۳۷۹)
- گروه داروک به سرپرستی و آهنگسازی سیامک جهانگیری، تهران، حوزه هنری تالار اندیشه (۱۳۷۶)
- گروه آفتاب تهران، فرهنگسرای شفق فرهنگسرای ابن‌سینا (۱۳۷۵)
- گروه همت به سرپرستی حسین همت‌آبادی نیشابور، فرهنگسرای سیمرغ (۱۳۷۵)
- گروه آفتاب به سرپرستی رضا فیاض تهران، تالار رودکی (۱۳۸۱)
- گروه خنیا به سرپرستی پری ملکی، تهران، تالار وحدت (۱۳۸۳)

## جوایز
- دریافت جوایز اول متن و بازیگری از جشنواره تئاتر آتشکار و بازیگری در جشنواره تئاتر دانشجویی برای نمایش «درستکارترین قاتل دنیا» ۱۳۷۵
- دریافت جایزه متن و بازیگری از جشنواره تئاتر دفاع مقدس برای نمایش «کاتالیزور» ۱۳۷۹
- دریافت جایزه بازیگری ازجشنواره بین‌المللی تئاتر دانشگاهی ایران برای نمایش «با مسیح به صلیب می‌کشند» ۱۳۸۰
- دریافت جایزه بهترین عروسک گردانی در جشنواره تئاتر دفاع مقدس برای نمایش «رؤیای بی‌کفن» ۱۳۸۱
- دریافت جوایز بازیگری و نمایشنامه‌نویسی از دوازدهمین جشنواره نمایش‌های سنتی آئینی برای نمایش «هتل ایران» ۱۳۸۲
- دریافت جایزه بازیگری از جشنواره نمایش‌های سنتی و آئینی برای نمایش «زائر» ۱۳۸۲
- دریافت جایزه بازیگری از سازمان ملی جوانان برای فیلم خیلی دور خیلی نزدیک
- بازیگر برگزیده از طرف از خانه تئاتر در جشن بازیگر ۱۳۸۲
- دریافت جایزه بهترین بازیگر از جشنواره بین‌المللی پراگ برای نمایش «هدیه جشن سالگرد» ۲۰۰۵
- دریافت سیمرغ بلورین بهترین بازیگر نقش مکمل مرد برای فیلم «پابرهنه در بهشت» ۱۳۸۵

## دیدگاه‌ها
وی از جمله ۱۴۰ هنرمند ایرانی بود که با امضاء طوماری در مورخ ۲۲ خرداد ۱۳۹۲، همراه با سایر اصلاح‌طلبان و اعتدالگرایان، ضمن قدردانی انصراف عارف به نفع روحانی، از نامزدی حسن روحانی در انتخابات ریاست جمهوری ۱۳۹۲ حمایت علنی کرد.